# Avions de chasse de cinquième génération
La cinquième génération de chasseur à réaction est un classement général des avions de combat inventée aux États-Unis. L'idée est apparue au début des années 1980 lorsque le gouvernement américain a voulu remplacer ses F-15 et ses F-16.

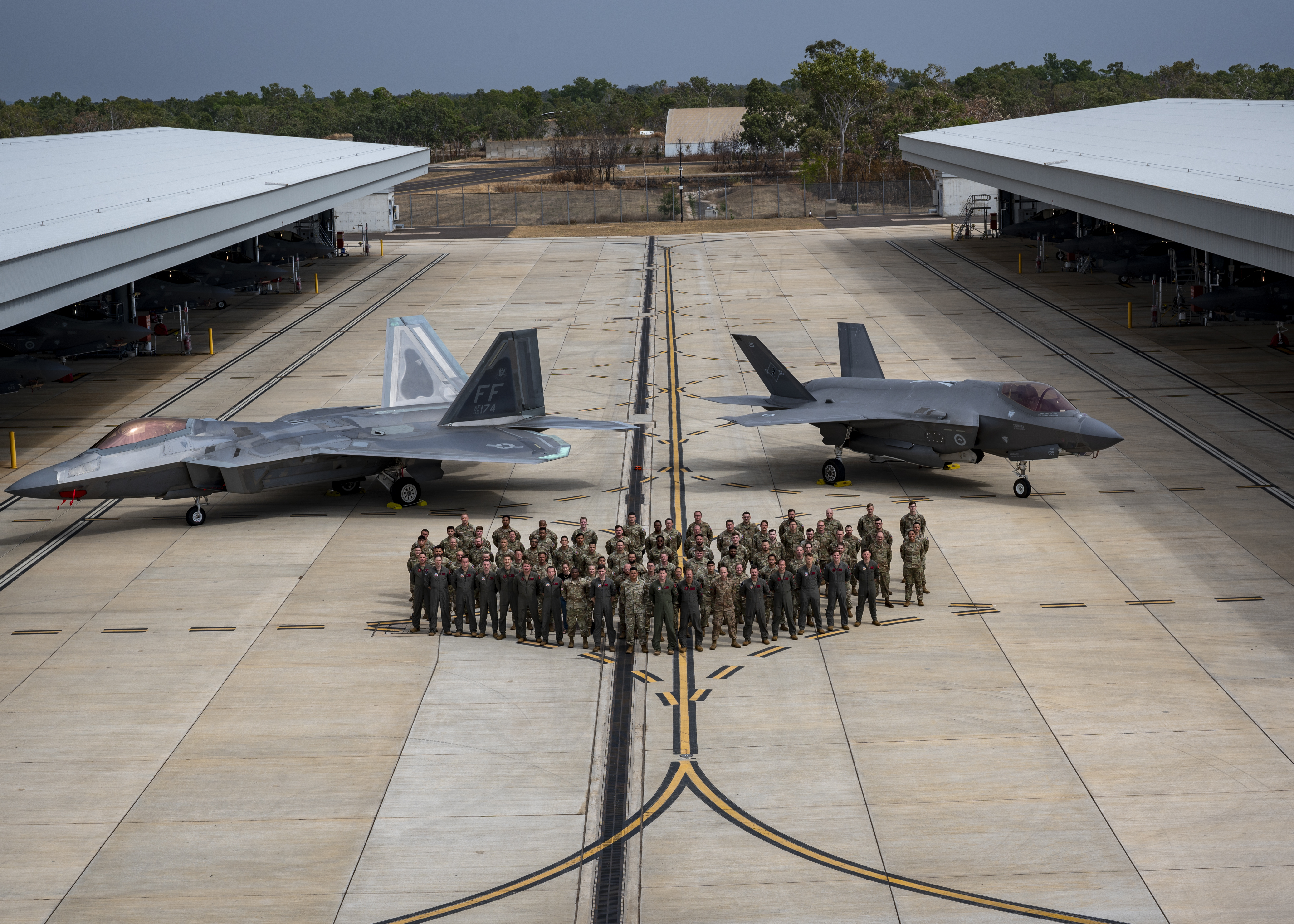
Un F-22 (gauche) et un F-35 (droite), sont deux chasseurs de cinquième génération.

## Définition

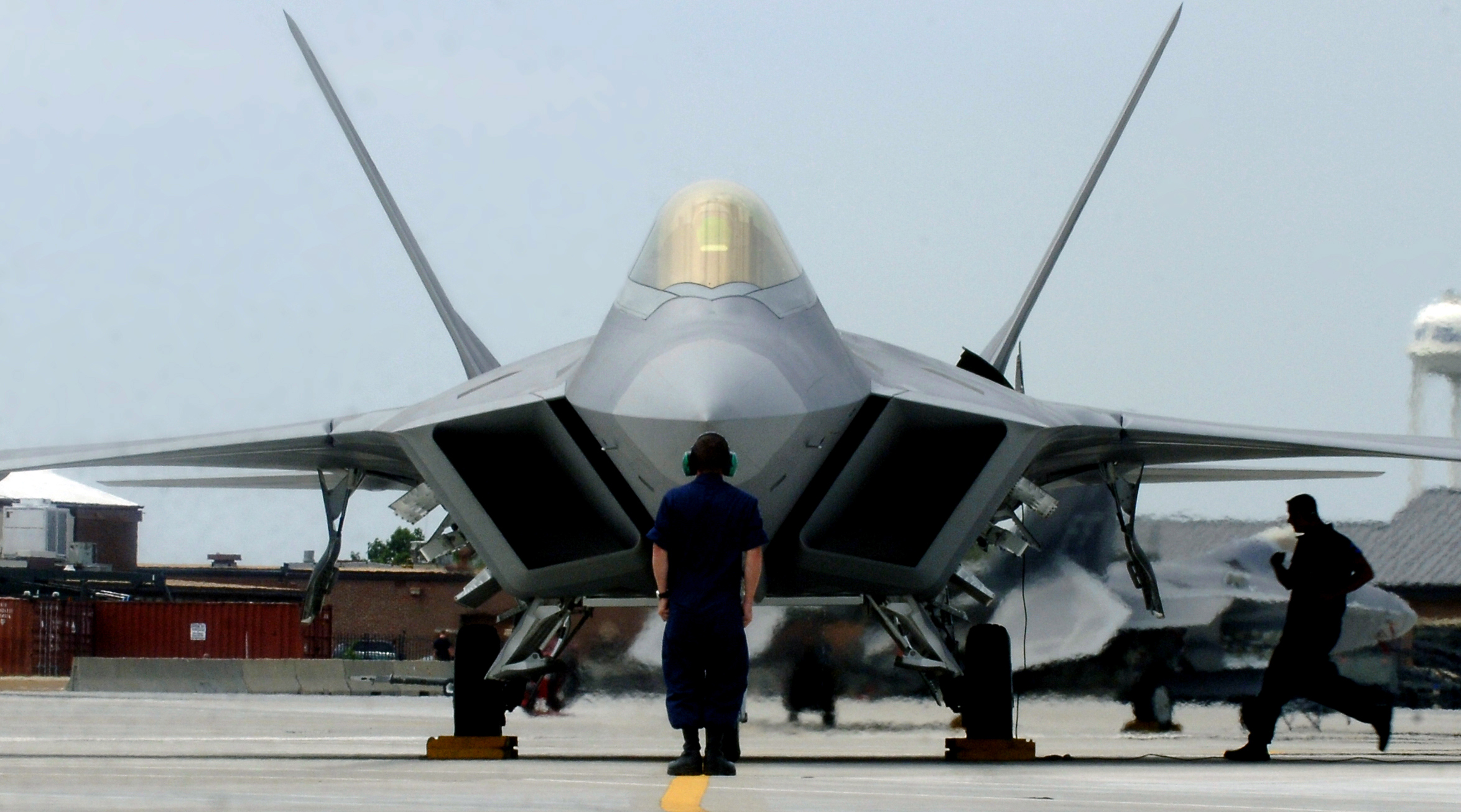
Le F-22, désigné par son constructeur Lockheed Martin comme étant le premier avion de « cinquième génération ».

C'est à la base un terme purement chronologique propre à l'aviation militaire américaine, le F-22 est un avion de « cinquième génération » tout simplement parce qu'il est le successeur d'avions de quatrième génération. Lors de ce changement de génération, un ensemble de critères furent fixés par le Pentagone (furtivité, supercroisière, vol à haute altitude, super-manœuvrabilité, liaisons de données tactique, fusion des données) et aboutirent à un standard repris dans le monde entier.
Censée représenter le futur des avions de combat cette notion a été généralisée et utilisée à des fins commerciales. Lockeed Martin, un des principaux constructeurs américains d'avions de combat, n'a inclus dans cette « nouvelle génération » que ses propres avions (F-22, F-35) afin de bien les mettre en valeur. Ce procédé a été dénoncé par un concurrent, Eurofighter, qui a montré que si l'on s'en tient aux critères, son avion, le Typhoon, relève plus de cette « cinquième génération » que le F-35.

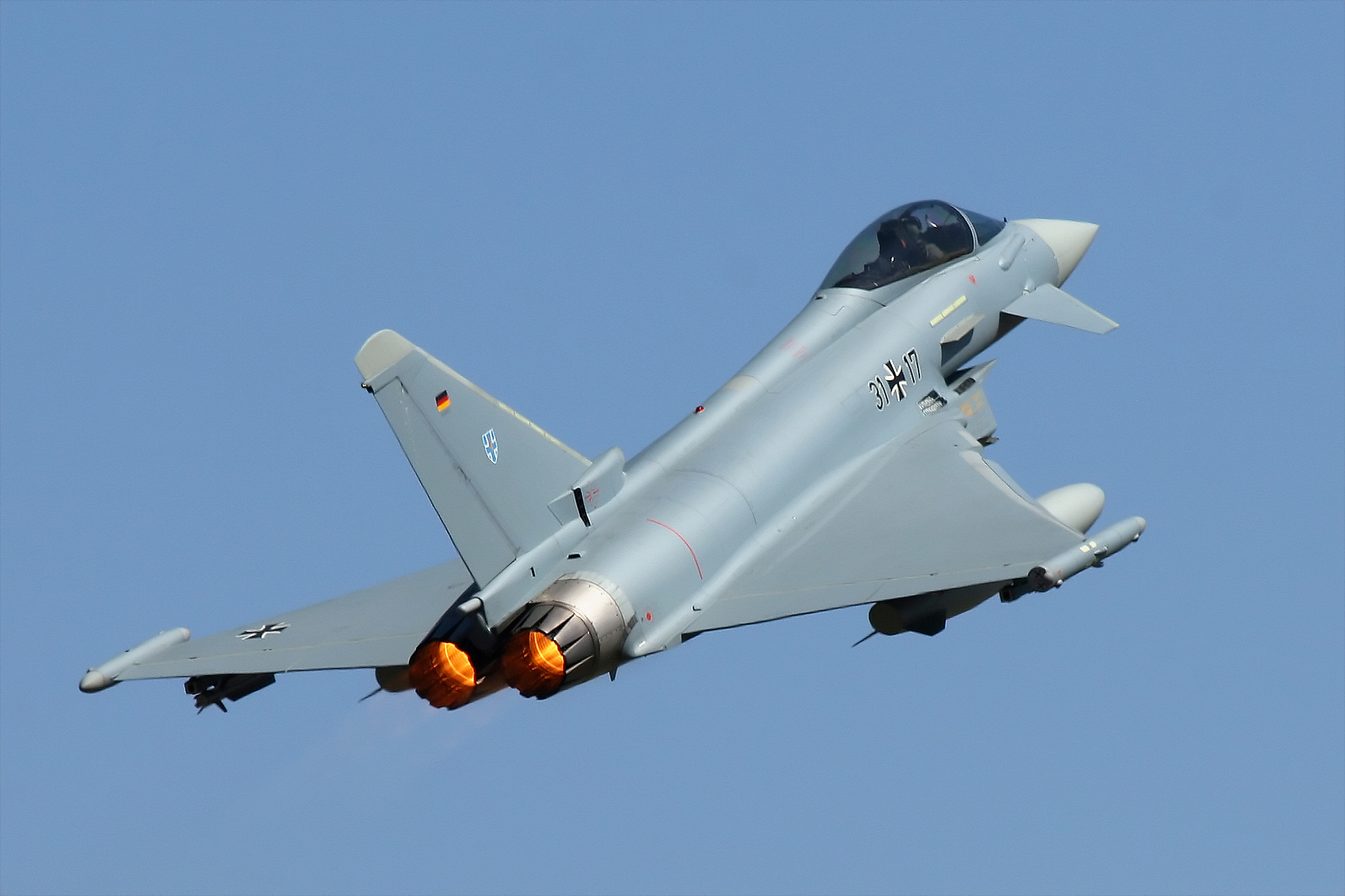
Un Typhoon, également présenté par son constructeur comme un avion de « cinquième génération ».

Des critères définissant un avion de « cinquième génération », il n'a été gardé dans certains classements que la furtivité radar passive comme principal facteur déterminant. Le F-22 entre ainsi dans cette catégorie sans pour autant avoir de fusion des données, le Rafale, qui pourtant possède en 2016 la fusion des données la plus élaborée, en est généralement exclu juste parce qu'il n'est pas conçu sur une telle base de furtivité radar passive.
L'efficience de cette furtivité est contestée par certains acteurs du milieu militaire. L’amiral Jonathan Greenert, chef des opérations de l’US Navy, est sceptique sur l'avenir de ce concept, et a déclaré « Si quelque chose se déplace rapidement et perturbe l’air et émet de la chaleur, alors ce sera détectable ». Pierre Sprey, un des pères du F-16, parle de « l'imposture de la furtivité, contrainte excessivement coûteuse et pesante, avec un bénéfice pouvant être réduit à néant du jour au lendemain par le développement de nouveaux radars ». Denis Mercier, Chef d’état-major de l’armée de l’Air française, est allé dans le même sens en déclarant  « je ne crois guère à la pertinence de la furtivité ».
Il n'existe finalement aucune définition fixe de la notion d'avion de « cinquième génération ». C'est un mythe, une expression marketing, qui permet à certains hommes politiques de convaincre les gouvernements d'acheter tel ou tel avion, parce qu'il serait plus avancé, parce que de « cinquième génération », sans avoir de connaissances en matière de défense et sans avoir besoin de prouver la supériorité supposée du matériel vanté.

## Limites de la catégorisation

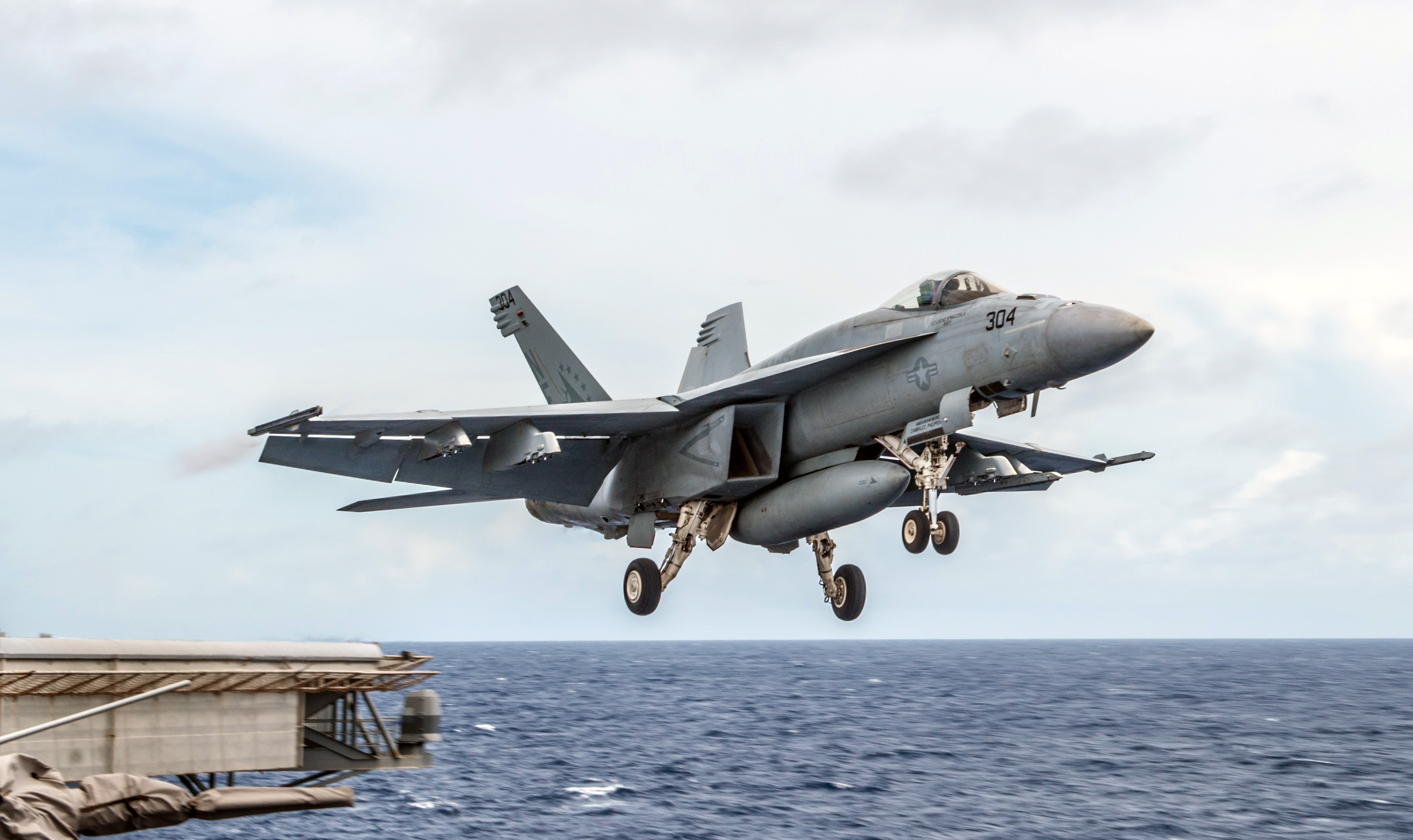
Un F-18 Super Hornet, annoncé par son constructeur Boeing comme étant un « Stealth Killer » en raison de sa capacité à surpasser des avions furtifs de « cinquième génération ».

La notion même de segmentation en générations est parfois remise en question,. Un avion de combat bénéficie bien souvent de mises à jour constantes tout au long de sa vie opérationnelle, par rétrofit, il est ainsi amélioré. De plus il peut être produit de nouvelles versions plus performantes de cet avion. L'évolution de l'aviation militaire est ainsi plutôt progressive contrairement à ce que peut laisser penser le terme de « génération », qui peut faire croire qu'une ancienne génération figée dans le temps est totalement supplantée par une nouvelle. L'écart de performances entre deux générations est en cela parfois faible, inexistant, voire favorable à l'ancienne génération. Par exemple un EA-18G Growler, dérivé d'une version améliorée du F-18, un avion dit de « quatrième génération », aurait abattu un F-22 en combat simulé,.

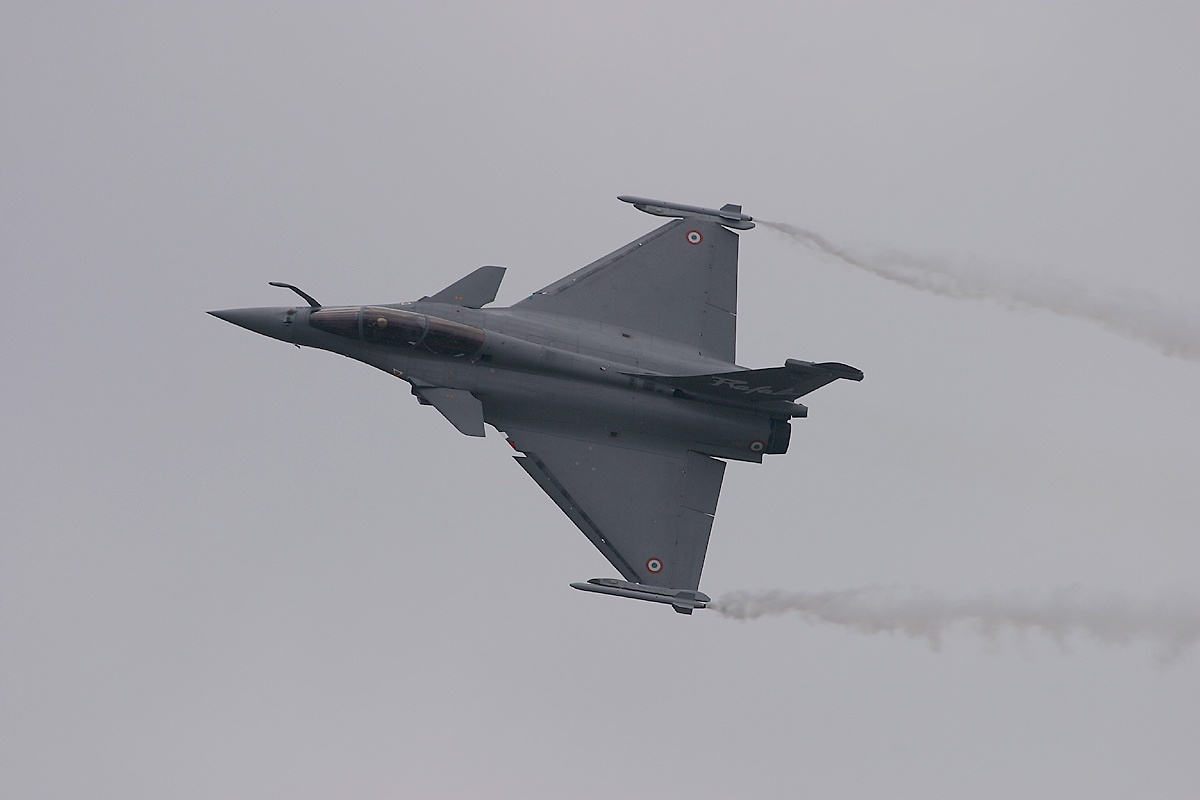
Un Rafale, son constructeur Dassault se refuse à employer le terme de « génération », un concept qu'il juge figeant.

Cette évolutivité des avions de combat rend les frontières entre « générations » extrêmement floues et poreuses. Les délimitations entre « quatrième génération » et « cinquième génération » sont sujettes à débat[réf. souhaitée]. Des catégories intermédiaires ont été créées pour distinguer les avions à forte discrétion radar passive des autres. On pourra ainsi parler de « génération 4.5 », de « génération 4+ » ou « génération 4++ ». Une conceptualisation qui s'éloigne de certains états de faits : le Rafale classé en « génération 4.5 » est le successeur direct du Mirage 2000 classé en « génération 4 ». Dans la réalité il y a bien une génération de différence aussi bien en terme chronologique que capacitaire entre ces deux avions ; selon ce classement il n'y a qu'une moitié de génération de différence.

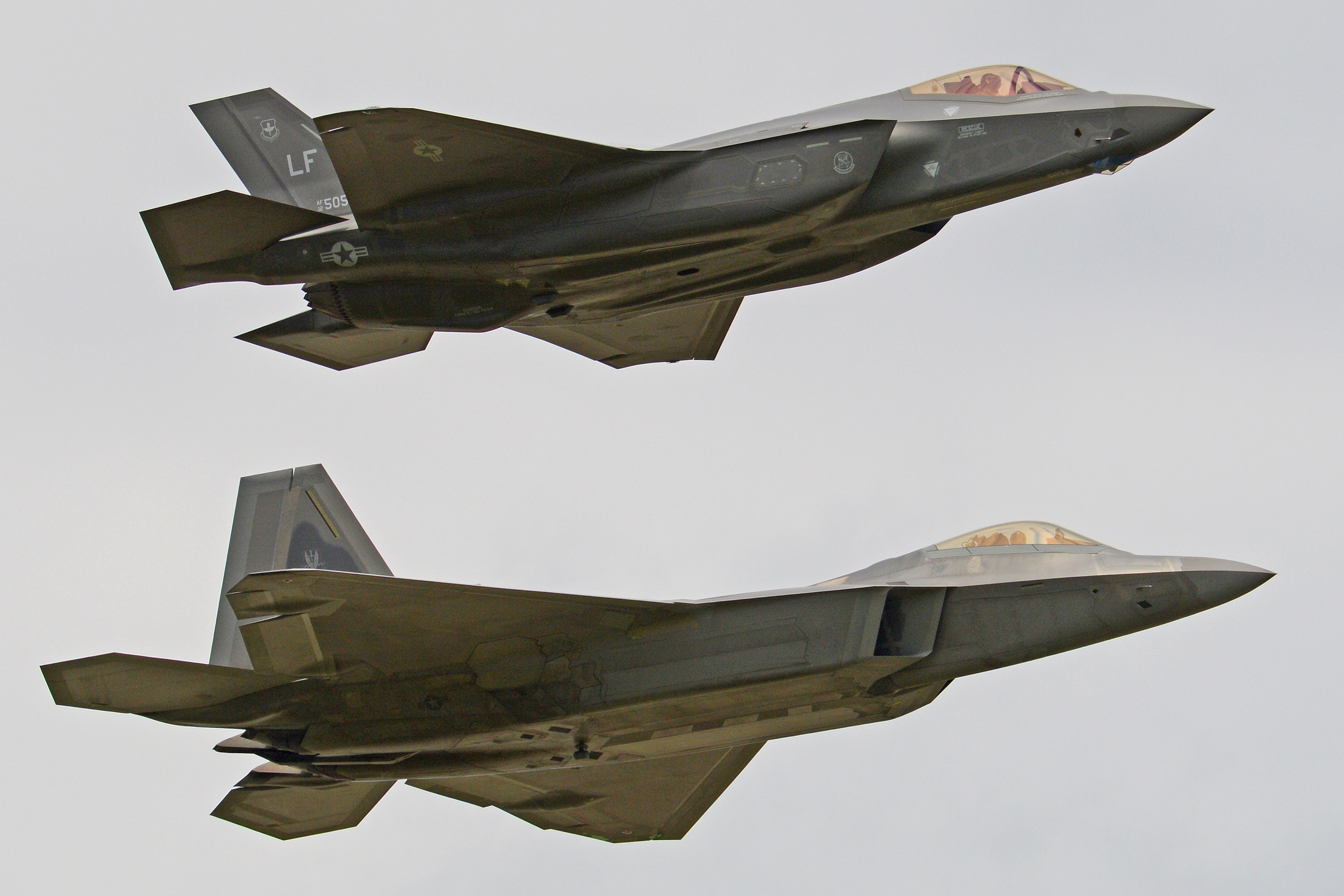
Un F-35 et un F-22. Les deux avions « cinquième génération » de Lockheed Martin.

Les deux représentants en service de cette « cinquième génération » sont souvent présentés comme étant les chasseurs américains F-22 Raptor produit à 195 exemplaires, prototypes compris, et le F-35 Lightning II vendu à hauteur de 131 exemplaires. La production du F-22 a été abandonnée en 2011 en raison des surcoûts du programme. Les chasseurs F-35 ont eux de très nombreux problèmes techniques.
La Chine, la Russie et la Turquie également développent actuellement leur propre chasseur de « cinquième génération »,,. Le classement de ces futurs avions dans la catégorie des avions de « cinquième génération » est déjà contesté en raison notamment d'une furtivité estimée très inférieure à celle du F-22,. La surface équivalente radar du T-50 serait ainsi comprise entre 0,1  et   1 mètre carré selon les angles, soit une discrétion radar passive comparable à celle du Rafale.

## Comparatif technique
| Avion de chasse | furtivité | multirôle | supercroisière                                                       | super-manœuvrabilité | vol à haute altitude                | liaisons de données tactique | fusion des données | Génération selon les classements, |
| --------------- | --- | --- | -------------------------------------------------------------------- | --- | ----------------------------------- | ---------------------------- | --- | --------------------------------- |
|                 | Oui Il est basé sur une forte discrétion radar passive. Sa SER est estimée à 1 centimètre carré sans emport externe,.                                                                | Oui/non Initialement conçu pour les combats aériens, il est également capable d’assurer des missions de soutien militaire au sol, d’attaque électronique ou encore de renseignement d’origine électromagnétique. Il ne peut cependant pas utiliser la dissuasion nucléaire. | Oui Il est capable de voler à plus de Mach 1,5 sans post-combustion. | Oui Son système de poussée vectorielle lui permet de virer court. | Oui Plafond opérationnel : 19 812 m | Oui Standard via Liaison 16  | Non | 5                                 |
|                 | Oui/non Il bénéficie de quelques éléments de discrétion passive. Sa SER est estimée à 0,06 mètre carré sans emport externe. On peut ajouter à cela une furtivité active et tactique. | Oui Pour la supériorité aérienne, il utilise des missiles air-air et un canon ; en bombardement tactique, il utilise des bombes guidées laser, des missiles de croisière, des missiles antinavires, et en bombardement stratégique, un missile nucléaire.                   | Oui Il est capable de voler à Mach 1,4 sans post-combustion.         | Oui Ses canards recollent les flux d’air sur l’aile delta pendant les manœuvres à fort angle d’attaque, permettant une meilleure manœuvrabilité à basse vitesse et à forte incidence. | Oui Plafond opérationnel : 15 240 m | Oui Standard via Liaison 16  | Oui Les données de la liaison 16, du Radar, de l’OSF, de la centrale de navigation et des différents capteurs de SPECTRA sont fusionnées, synthétisées et affichées sur l'écran de vol. | 4+, 4.5                           |
|                 | Oui/non Il bénéficie de quelques éléments de discrétion passive. On peut ajouter à cela une furtivité active.                                                                        | Oui/non Peut assurer la plupart des missions, mais pas la dissuasion nucléaire. | Non                                                                  | Non Sa manœuvrabilité est meilleure que celle du F-35, elle est cependant inférieure à celle des autres avions comparés.                                                              | Oui Plafond opérationnel : 15 240 m | Oui Standard via Liaison 16  | Non Elle serait en projet. | 4+, 4.5                           |
|                 | Non Il a été conçu pour l'interception, sans contraintes de discrétion. | Oui/non Peut assurer la plupart des missions, mais pas la dissuasion nucléaire. | Oui Il est capable de voler à Mach 1,5 sans post-combustion.         | Oui Ses canards très à l'avant assurent un très bon taux de virage instantané. | Oui Plafond opérationnel : 16 800 m | Oui Standard via Liaison 16  | Oui Son système AIS (Attack and Identification System) réalise la fusion des informations remontant des capteurs embarqués.                                                             | 4+, 4.5                           |
|                 | Oui Il est basé sur une forte discrétion radar passive. Sa SER est estimée à 0,005 mètre carré sans emport externe.                                                                  | Oui/non L'avion est encore en développement, mais le projet était d'avoir un avion multirôle pouvant assurer tout type de mission. | Non                                                                  | Non Sa manœuvrabilité est sensiblement inférieure au F-15E en raison de ses petites ailes.                                                                                            | Oui Plafond opérationnel : 18 200 m | Oui Standard via Liaison 16  | Oui Elle est annoncée comme la fusion des données la plus élaborée, et déclarée prête au combat en 2016.                                                                                | 5                                 |

## Liste

### Avions en service
| Mise en service | Images | Pays d'origine | Fabricant              | Nom               | Pays utilisateurs                                                                                    |
| --------------- | ------ | -------------- | ---------------------- | ----------------- | --- |
| 2005            |        | États-Unis     | Lockheed Martin Boeing | F-22 Raptor       | - États-Unis                                                                                         |
| 2015            |        | États-Unis     | Lockheed Martin        | F-35 Lightning II | - États-Unis - Australie - Corée du Sud - Israël - Italie - Japon - Norvège - Pays-Bas - Royaume-Uni |
| 2017            |        | Chine          | Chengdu                | J-20              | - Chine                                                                                              |
| 2020            |        | Russie         | Soukhoï                | Su-57             | - Russie                                                                                             |

### Avions en développement
| Mise en service       | Images | Pays d'origine | Fabricant             | Nom              | Pays acheteurs |
| --------------------- | ------ | -------------- | --------------------- | ---------------- | -------------- |
| Prévue pour 2030      |        | Turquie        | TAI                   | TAI TF Kaan,     | - Turquie      |
| Prévue après 2019     |        | Chine          | Shenyang              | FC-31            | - Chine        |
| Prévue après 2027     |        | Japon          | Mitsubishi            | X-2              |                |
| Prévue vers 2026-2027 |        | Russie         | Soukhoï               | Su-75            | - Russie       |
| Prévue après 2028     |        | Inde           | Hindustan Aeronautics | HAL MCA          |                |
| Prévue après 2020     |        | Russie         | Soukhoï               | Sukhoi/HAL FGFA, | - Inde         |
| ?                     |        | Russie         | Mikoyan-Gourevitch    | Mikoyan LMFS     |                |
| ?                     |        | Iran           | IAIO                  | Qaher-313        |                |

## Prototypes et avions expérimentaux
- États-Unis : YF-23, YF-22, X-32, X-35
- Russie : Su-47 Berkut, MiG 1.44